# Jabiru (Australia)
Jabiru è una città situata nel Territorio del Nord, in Australia; essa si trova 250 chilometri ad est di Darwin e 1.480 chilometri a nord di Alice Springs, all'interno del Parco nazionale Kakadu, ed è la sede della Contea di West Arnhem. Al censimento del 2006 contava 1.137 abitanti.